# Cena Locus
Cena Locus Award, nebo Locus, je každoročně od roku 1971 udělována čtenáři amerického časopisu Locus Magazine nejlepším dílům žánrů science fiction a fantasy uplynulého roku. Ceně je přikládán veliký význam především proto, že počet anketních lístků od čtenářů převyšuje počet hlasů u cen Hugo i Nebula dohromady a je tedy hodnocením širšího vzorku respondentů.

## Kategorie
- Román (obvykle zvlášť science fiction, fantasy, horror a první román)
- Povídka
- Antologie
- Sbírka
- Nefantastická kniha
- Umělecká kniha
- Vydavatel
- Magazín
- Umělec